# Aire d'attraction d'Isigny-sur-Mer
L'aire d'attraction d'Isigny-sur-Mer est un zonage d'étude défini par l'Insee pour caractériser l’influence de la commune d'Isigny-sur-Mer sur les communes environnantes.

## Définition
L'aire d'attraction d'une ville est composée d’un pôle, défini à partir de critères de population et d’emploi ainsi que d’une couronne constituée des communes dont au moins 15 % des actifs travaillent dans le pôle. Le pôle d’attraction constitue ainsi un point de convergence des déplacements domicile-travail,.

## Type et composition
L’aire d'attraction d'Isigny-sur-Mer est une aire intra-départementale qui comporte 5 communes dans le Calvados. 
Elle est catégorisée dans les aires de moins de 50 000 habitants, une catégorie qui regroupe 12,2 % au niveau national.

### Carte

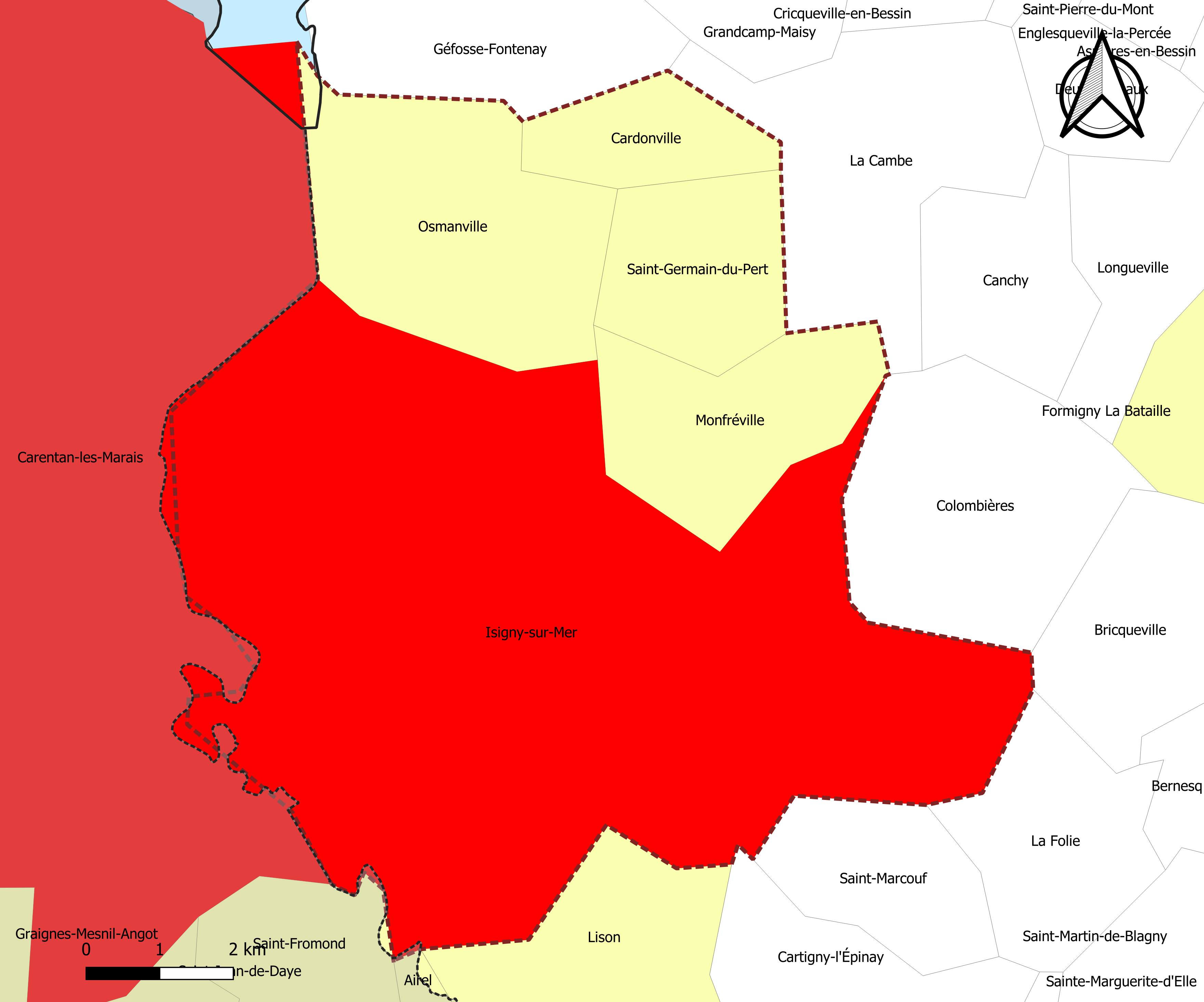
Carte de l'aire d'attraction d'Isigny-sur-Mer.
Commune-centre
Commune de la couronne

### Composition communale
| Nom                             | Code Insee | Département | Statut                 | Superficie (km2) | Population (dernière pop. légale) | Densité (hab./km2) | Modifier                                    |
| ------------------------------- | ---------- | ----------- | ---------------------- | ---------------- | --------------------------------- | ------------------ | ------------------------------------------- |
| Isigny-sur-Mer (commune-centre) | 14342      | Calvados    | commune-centre         | 61,44            | 3 549 (2022)                      | 58                 | modifier les données · modifier les données |
| Cardonville                     | 14136      | Calvados    | commune de la couronne | 3,29             | 90 (2022)                         | 27                 | modifier les données · modifier les données |
| Monfréville                     | 14439      | Calvados    | commune de la couronne | 7,22             | 96 (2022)                         | 13                 | modifier les données · modifier les données |
| Osmanville                      | 14480      | Calvados    | commune de la couronne | 10,88            | 510 (2022)                        | 47                 | modifier les données · modifier les données |
| Saint-Germain-du-Pert           | 14586      | Calvados    | commune de la couronne | 6,03             | 151 (2022)                        | 25                 | modifier les données · modifier les données |